# علم أزواد
علم أزواد يتألف من ثلاثة أربعة ألوان الأخضر في الاعلى والأسود في الأسفل ويتوسطه اطار احمر على جانبه الأيسر مثلث أصفر.

## تاريخه
رفعه الطوارق طيلة ثوراتهم على الحكومة المالية إلى جانب العلم البربري المعروف ويعتبر هذا العلم جامع لكل اطياف ازواد من عرب وطوارق وسونغاي عكس العلم البربري الذي يرمز للامازيغ والبربر . وقد تم اعتماده بعد سيطرة الطوارق سنة 2012 على شمال مالي ( إقليم أزواد) واعلان استقلال الإقليم عن مالي.